# New Richmond (Indiana)
New Richmond è un comune degli Stati Uniti d'America, situato nello Stato dell'Indiana, nella contea di Montgomery.